# Reconciliation Place

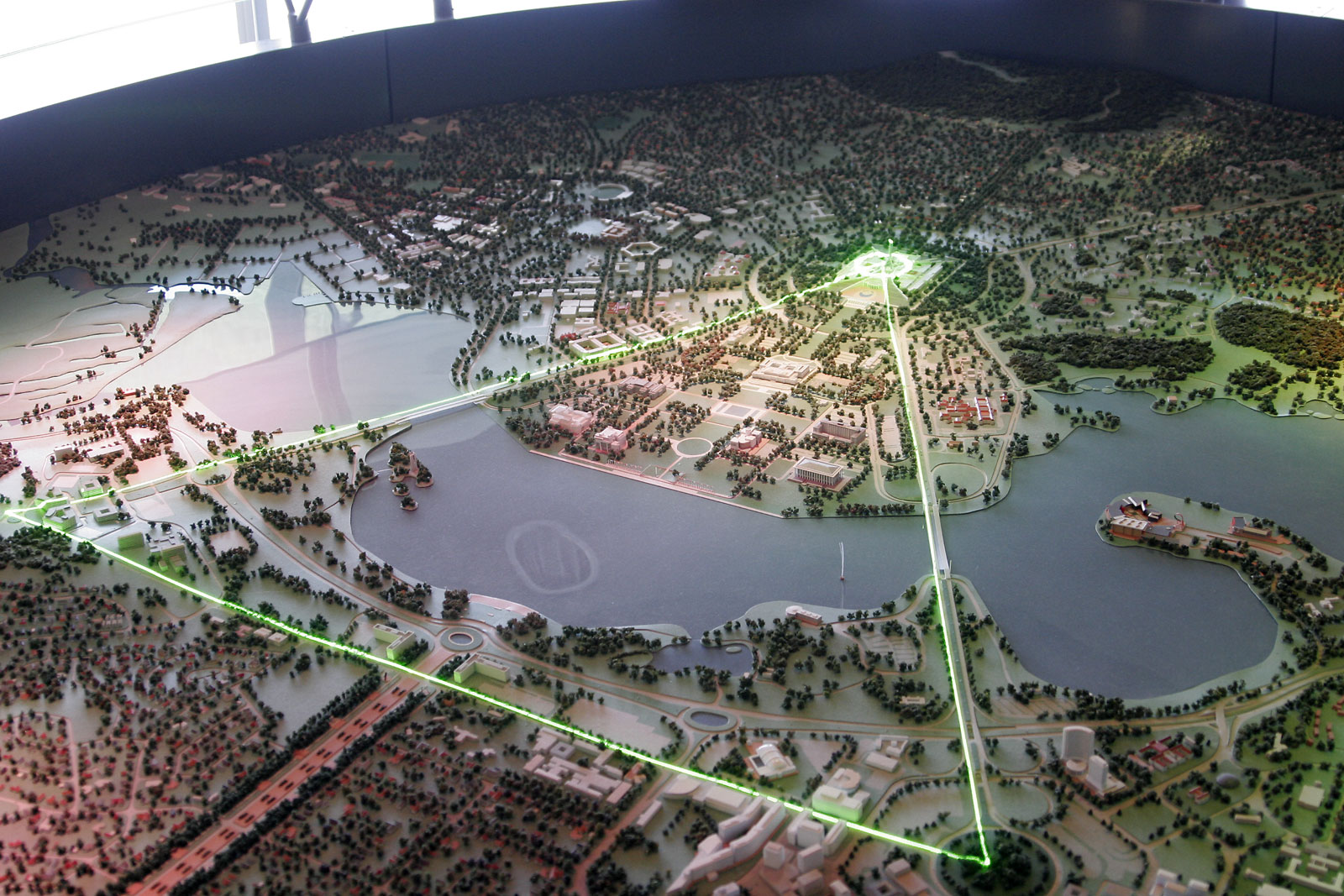
Parliamentary Triangle

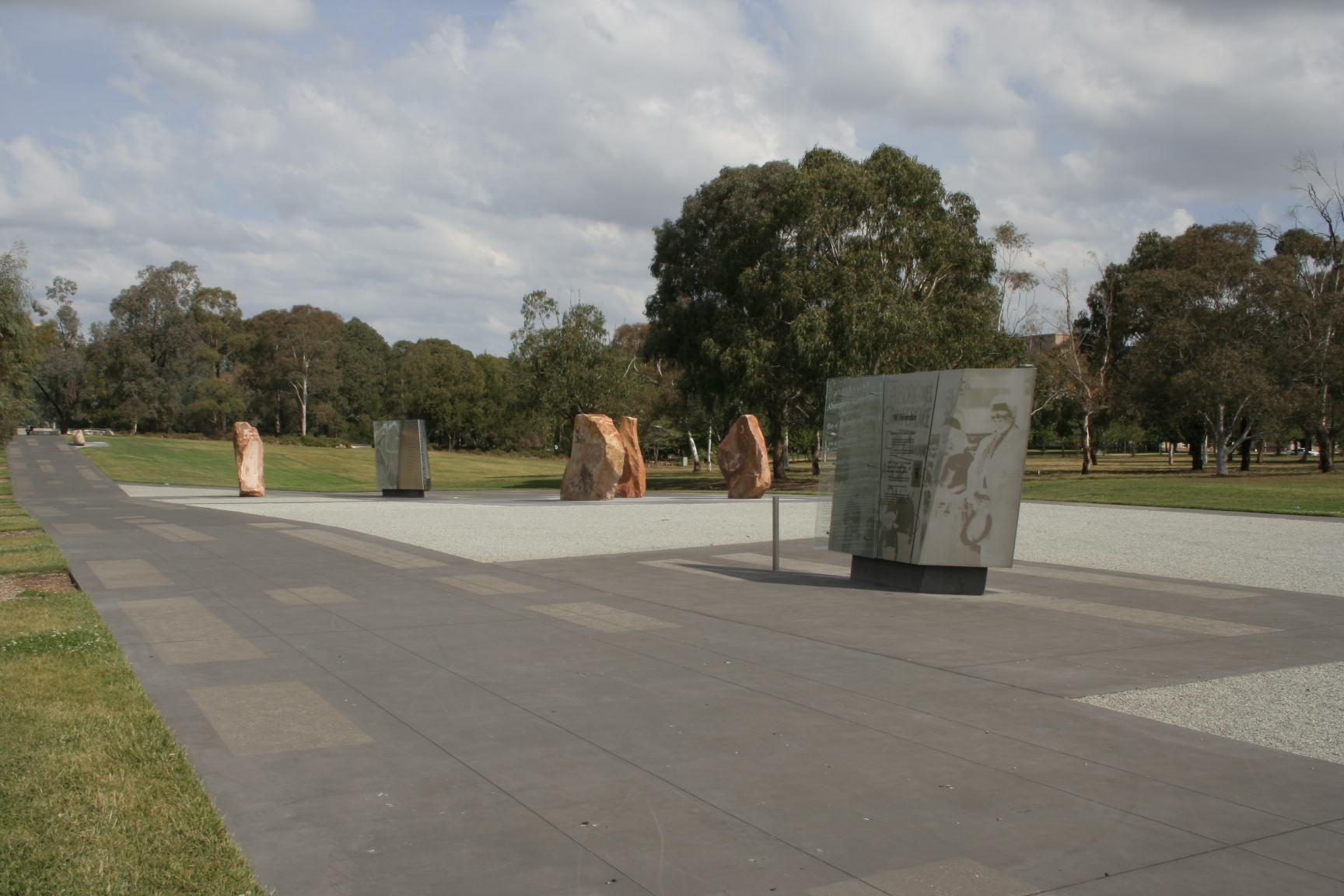
overzicht Reconciliation Place

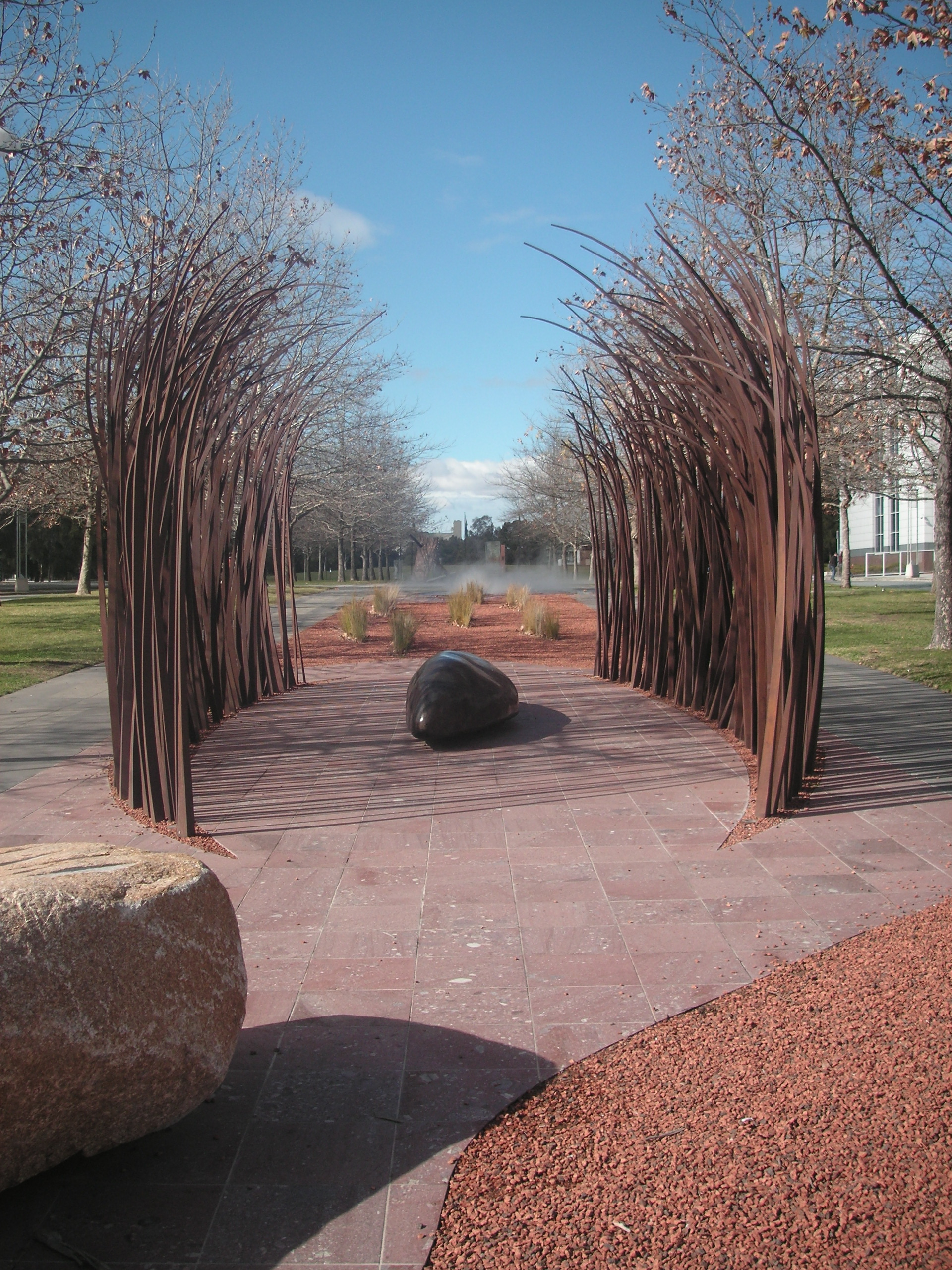
Fire and Water van Judy Watson

Reconciliation Place is een landschappelijk aangelegde herdenkingszone, gelegen in de zogenaamde Parliamentary Triangle in de Australische hoofdstad Canberra.

## Geschiedenis
De wandelpromenade is aangelegd in 2001 als monument van verzoening tussen de oorspronkelijke inwoners van Australië, de Indigenous Australians, en de nieuwkomers, de immigranten.
Reconciliation Place werd ontworpen door de architect Simon Kringas. Hij werd bijgestaan door de culturele adviseur namens de Indigenous bevolking Sharon Payne. Het ligt centraal tussen het Walter Burley Griffin Park, het Australian High Court, de National Library of Australia en de National Gallery of Australia en is een openbare promenade met kunstwerken, de zogenaamde Slivers, die diverse thema's voorstellen rond de reconciliation (verzoening), zoals:
- De verwelkoming van het Ngunnawal-volk - een erkenning van de traditionele eigenaren van het land waar zich nu Reconciliation Place bevindt;
- Een herinnering aan het referendum in 1967, dat na amendering van de Australische Constitutie de regering toestond wetgeving op te nemen ten aanzien van de Aboriginals en de Torres Strait Islanders;
- De erkenning van de landaanspraken der oorspronkelijke bevolking in het Australische recht;
- De bijdrage die de oorspronkelijke bevolking leverde en nog levert aan de sport en de defensie van Australië;
- Het grote leiderschap van Neville Bonner en Vincent Lingiari;
- De herdenking van de politiek der scheiding van Indigenous kinderen van hun familie (Stolen Generation).

## Beeldenpark
Het beeldenpark omvat 17 sculpturen en gedenktekens:
1. Judy Watson : Fire and Water (2007)
2. Vic McGrath : Methalu Tharri (Smooth Sailing)
3. Richard Woldendorp e.a. : Separation
4. Darryl Cowie : Separation
5. Thancoupie Gloria Fletcher (Thanakupi) : Kwi'ith, Man and Woman Yam
6. Collectief : Strength, Service and Sacrifice
7. Collectief : Ngunnawal
8. Collectief : Leadership (Neville Bonner en Vincent Lingiari)
9. Collectief : Referendum
10. Thancoupie Gloria Fletcher e.a. : Women
11. Munnari John Hammond : Ruby Florence Hammond PSM
12. Alice Mitchell Marrakorlorlo : Robert Lee
13. Mervyn Rubuntja en Benita Turks : Wenten Rubuntja AM
14. Jonathan Nadji e.a. : Bill Neijie OAM
15. Djerrkura (family) : Gatjil Djerrkura OAM
16. Paddy Japaljarri Stewart : Wati Jarra Jukurrpa (Two Man Dreaming)